# Molly Shaffer Van Houweling
Molly Shaffer Van Houweling (1 maart 1973) is een Amerikaanse voormalig wielrenster. Vanaf december 2014 deed zij pogingen het werelduurrecord te verbreken; de vierde poging op 12 september 2015 in Aguascalientes was succesvol: 46,273 km. Ze verbrak hiermee het 11 jaar, 11 maanden en 11 dagen oude record van Leontien van Moorsel. Vier maanden later verloor ze het record weer aan de Australische Bridie O'Donnell. Zij werd bovendien vijf maal wereldkampioene bij de amateurs, voor het laatst in 2014 in Ljubljana.
Molly Shaffer Van Houweling was voorzitter en bestuurslid van Creative Commons.
- International Standard Name Identifier: 0000 0003 5110 3328
- Library of Congress Control Number: no2019184752
- ORCID: 0000-0002-9203-0738
- Virtual International Authority File: 12157701704344221742